# سيزار ريتر
سيزار ريتر (بالإسبانية: César Ritter)‏ هو ممثل بيروفي، ولد في 31 أغسطس 1979 في ليما في بيرو.

## وصلات خارجية
- سيزار ريتر على موقع IMDb (الإنجليزية)
- سيزار ريتر على موقع قاعدة بيانات الفيلم (الإنجليزية)